# Bos en spiritualiteit
Wereldwijd wordt in allerlei culturen een spirituele of religieuze betekenis toegekend aan specifieke bomen of bossen. Wanneer het om groepen van meerdere bomen of bossen gaat, spreken we van heilige bossen. Deze komen van oudsher in de hele wereld voor. De wetenschap heeft zich lang beziggehouden met de classificering van de rollen die heilige bomen en bossen spelen in religie en spiritualiteit. 

## Bos en bomen als concretisering van beeld of idee
Bomen en bossen worden wereldwijd in verband gebracht met religieuze beelden en ideeën. Vaak dienen ze om deze ideeën een zichtbare en tastbare vorm te geven, zodat ze toegankelijk zijn en emoties oproepen.

### Bos en bomen als (symbolische) focus van menselijk wereldbeeld

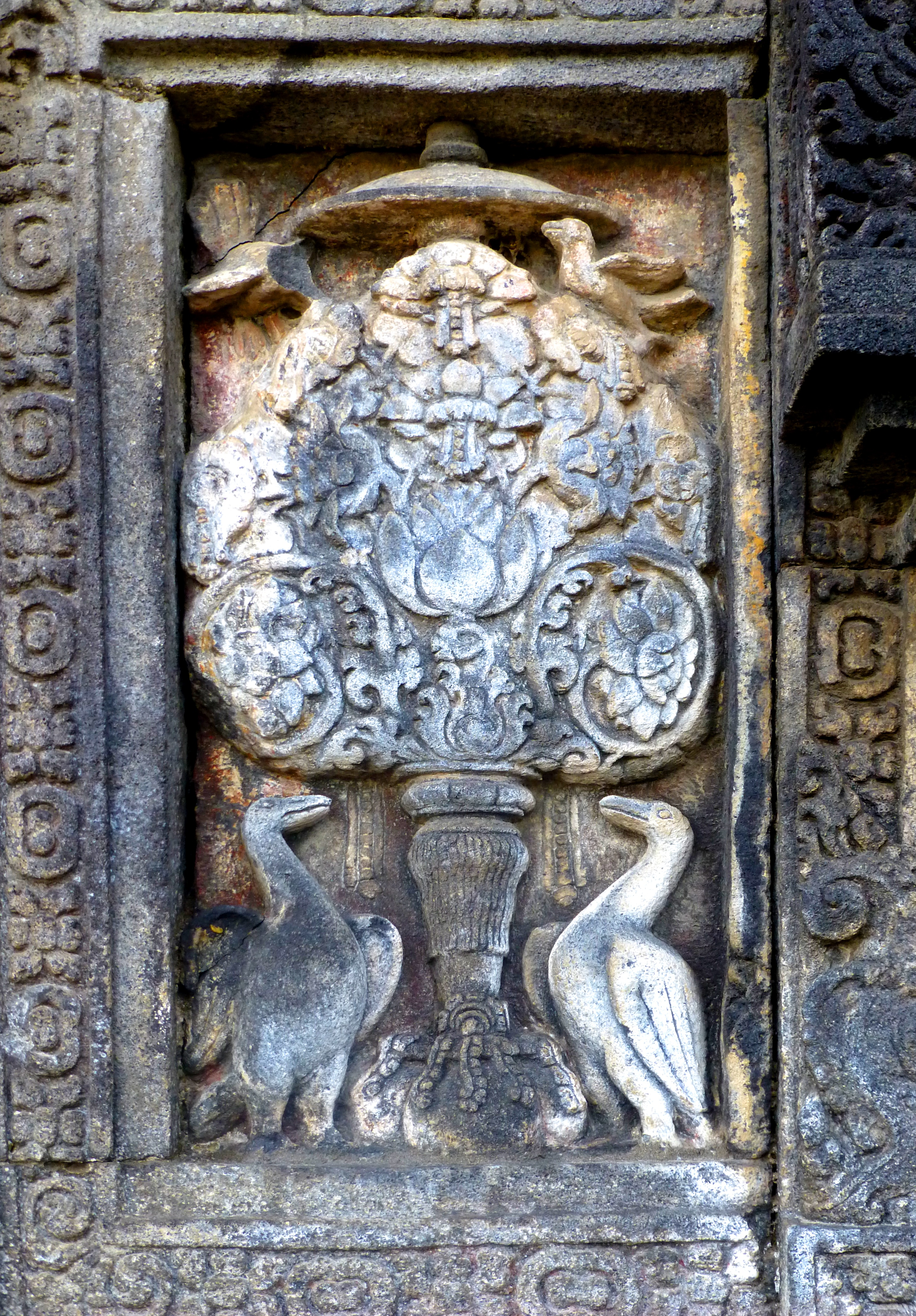
Hemelse wensboom Kalpabriksha (Kalpataru) met heilige ganzen. Siva Tempel, Candi Prambanan tempelcomplex, Java, Indonesië

#### Hoofdrol in scheppingsverhalen
Bomen en bossen spelen vaak een belangrijke rol in scheppingsverhalen. Volgens het joodse en christelijke scheppingsverhaal is de geschiedenis van de mensheid begonnen bij een boom, doordat Eva en Adam van de ‘Boom der kennis van goed en kwaad’ in de hof van Eden aten. Ook volgens Afrikaanse volkeren in de Sahel heeft de boom een hoofdrol gespeeld in de schepping. De boom heeft het heelal voortgebracht en is het middelpunt van de wereld. Ze is de bron van het leven op aarde en moet met eerbied behandeld worden. Bomen bevatten de krachten van de eerste god, die zich via de bomen aan de mensen openbaart. De Hindoeïstische mythologie verbeeldt de Kalpavriksha als hemelse ‘wensboom’ die het grondplan van ons tijdperk (kalpa) omvat.

#### Middelpunt van de wereld
In veel religieuze tradities staat de boom symbool voor het middelpunt van de wereld. Zo wordt in de Koran gesproken over een olijfboom die in het centrum van de wereld staat. Het licht van Allah wordt met deze gezegende boom in verband gebracht. Bomen kunnen daarom volgens moslims niet vereerd worden, hoewel dat soms wel gebeurt. In Oezbekistan staat bijvoorbeeld een moerbeiboom die door soefi’s vereerd wordt en dagelijks door veel pelgrims wordt bezocht.

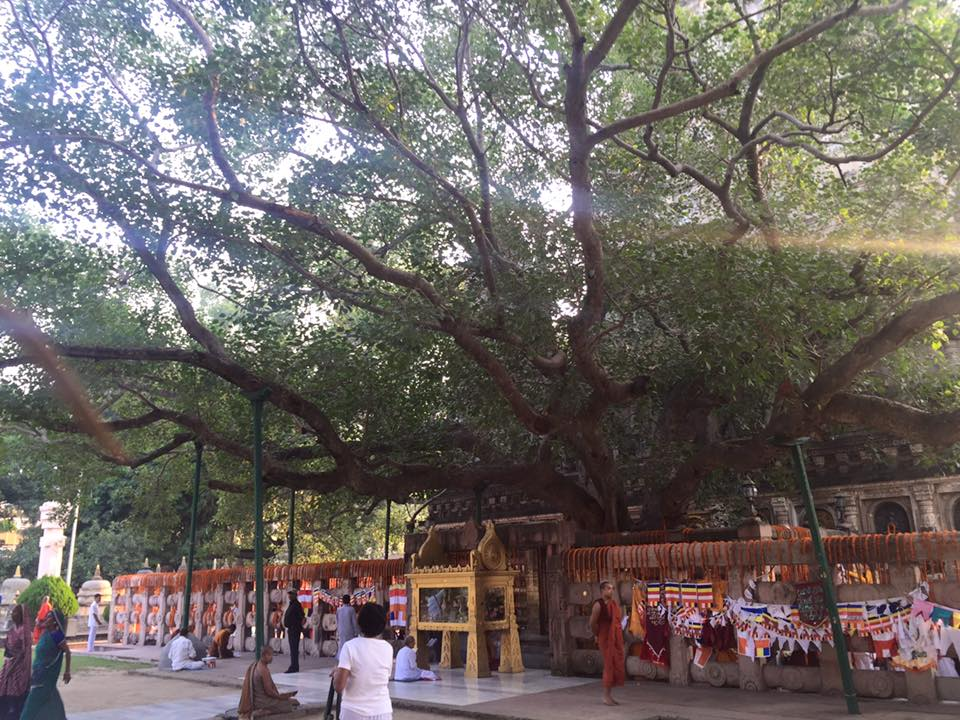
De Maha Bodhi in Bodh Gaya

#### Plaats van verlichting
De Bo- of Bodhiboom (Ficus religiosa) staat aan de oorsprong van het Boeddhisme. De Noord-Indiase Prins Siddhartha Gautama (4e eeuw v. Chr.) mediteerde in Bodh Gaya onder deze boom en bereikte er verlichting. De boom die nu nog in Bodh Gaya staat en vereerd wordt als Boom der Wijsheid, is een afstammeling van deze Bodhi-boom.
Nakomelingen van ‘heilige’ bomen worden soms ook als heilig beschouwd. Zo is een tak van de Bodhi-boom uit Bodh Gaya overgebracht naar Anuradhapura in Sri Lanka en daar in 249 vC geplant. Deze Jaya Sri Maha Bodhi is nu de oudste geplante boom ter wereld en wordt nog steeds door miljoenen Boeddhisten vereerd. Het planten van de boom is symbolisch voor het stichten van het Boeddhisme en de Boeddhistische cultuur in Sri Lanka.

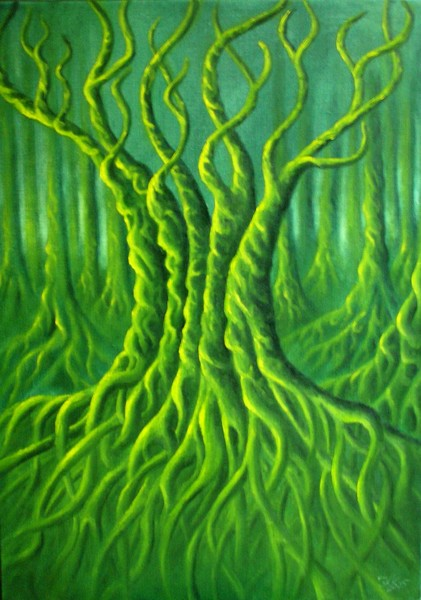
De levensboom Yggdrasil

#### Verbeelding van de wereldstructuur, verbinding hemel-aarde
Veel religies en culturen kennen een kosmische boom of levensboom, soms gecombineerd. De kosmische boom symboliseert de band tussen hemel en aarde, en kan daardoor bemiddelen tussen de goden en de mensen. Met zijn wortels heeft hij contact met de onderwereld en met zijn stam en opgaande takken staat hij in verbinding met de goden. Onder andere in de Mayamythologie staat hij daarmee gelijk aan de figuur van de koning, die ook als wereldboom wordt afgebeeld. Uit de Noord-Germaanse mythologie (o.a. de Edda) kennen we Yggdrasil, een es (Fraxinus excelsior) of venijnboom (Taxus baccata), als kosmische of levensboom. Hij verbeeldt het 3-lagig wereldbeeld van de Noord- Germanen: hemel, aarde en onderwereld. Een dergelijk 3-lagig wereldbeeld vinden we ook terug in de vroegere etagelinden in Duitsland en Brabant. Uit de Joodse mystiek kennen we de kabbalistische levensboom met de 10 manifestaties van God (sefirot), die het universum en de weg naar wijsheid symboliseren. De ‘omgekeerde boom’ (met de wortels in de lucht) is bekend van de Indiase Rig-Veda en de Bhagavad Gita. Dit wordt wel uitgelegd als een aanmoediging aan mystici om de wereld vanuit een ander perspectief te bekijken. Ook in de Afrikaanse mythologie komt de baobab (Adansonia spp.) als omgekeerde boom voor. Vooral in traditionele Afrikaanse religies verbindt de boom de mens niet alleen met het bovenwereldse, maar ook met de grond van zijn voorouders. De mens kan overleven doordat de boom hem de dingen toont die verborgen liggen achter wat zichtbaar is. Eenzelfde principe huist in de ‘songlines’ van Inheemse Australiërs: overgeleverde liederen over de routes van mythische wezens die aanwijzingen geven aan mensen om veilig door het landschap trekken.

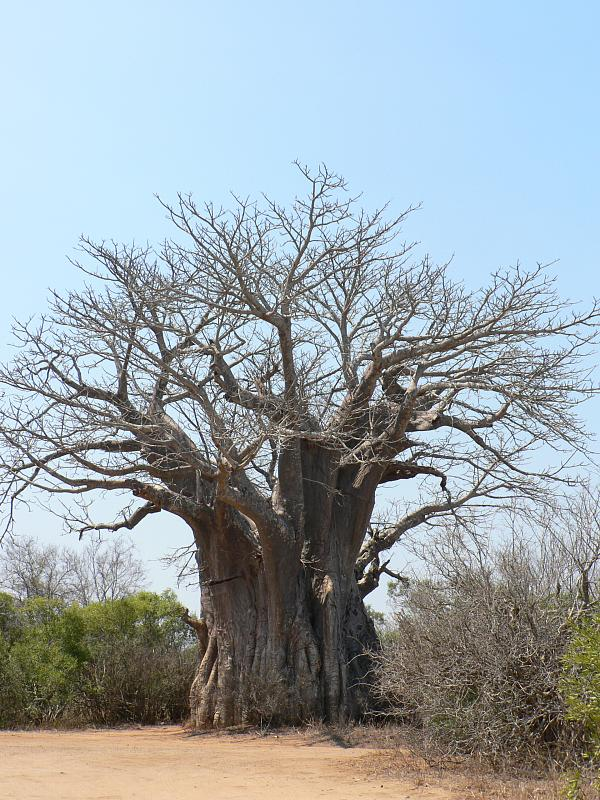
Afrikaanse baobab

#### De levensboom
De levensboom symboliseert het eeuwige leven. Bomen leven vaak langer dan mensen en vertonen een soms oneindig regeneratievermogen. In gematigde streken maken ze de seizoenswisselingen zichtbaar in lentebloesem, zomerwasdom, bladverlies in de herfst en afsterven in de winter, waarna ze in de lente weer uitbotten. Daarmee is de boom het symbool van de overwinning op de dood. In tropische streken reageren bomen op dezelfde manier op de afwisseling tussen droge en natte tijden. In de Mayacultuur loopt de jaarcyclus van de ceiba (Ceiba pentandra) synchroon met de loop van de planeten en de plantcyclus van de mais.

#### Symbolieke boomtuinen
Sommige West-Europese kloostertuinen en landgoederen herbergen bomencirkels van 11 of 12 eiken (Quercus spp.) of beuken (Fagus sylvatica). Dit zijn ‘apostelgroepen’. De bomen stellen de Bijbelse apostelen voor, met of zonder Judas. Eén aparte boom, van een andere soort (vaak een linde), symboliseert Christus. Wie middenin de cirkel gaat staan, voelt naar zeggen een ongekend gevoel van geborgenheid. In andere kloostertuinen kunnen 7 vruchtbomen staan. Deze verwijzen naar de 7 gaven van de Heilige Geest: wijsheid, verstand, raad, sterkte, godsvrucht, wetenschap en het ontzag voor de Eeuwige. De cirkels dienen als bron van inspiratie en geborgenheid. Hindoes planten bomen van in de purana's voorgeschreven soorten aan in tuinen of potten (Panchavati) om ‘verdiensten’ te verzamelen, geïnspireerd door het Ramayana-verhaal van Sita’s gevangenschap in zo’n tuin.

### Bos en bomen als bron van esthetisch- of ethisch-religieuze inspiratie
Bomen bepalen door hun grootte en vorm voor een belangrijk deel het landschapsbeeld. Ze overstijgen mensen in hoogte en tijd. Bomen worden soms honderden of zelfs duizenden jaren oud. Door deze effecten spreken bomen al eeuwenlang tot de verbeelding van mensen. Bomen kunnen mooi, inspirerend en troostgevend zijn en vormen zo een deel van de menselijke belevingswereld. Bovendien blijven bomen altijd op dezelfde plaats. Dit geeft zekerheid en troost. De verbeeldende en emotionele kracht van bomen is af te leiden uit de vele uitingsvormen ervan in kunst, literatuur, cultuur en religie. De band met bomen en bos wordt in sommige culturen ook doorgetrokken naar de vorming van individuele en collectieve identiteit.

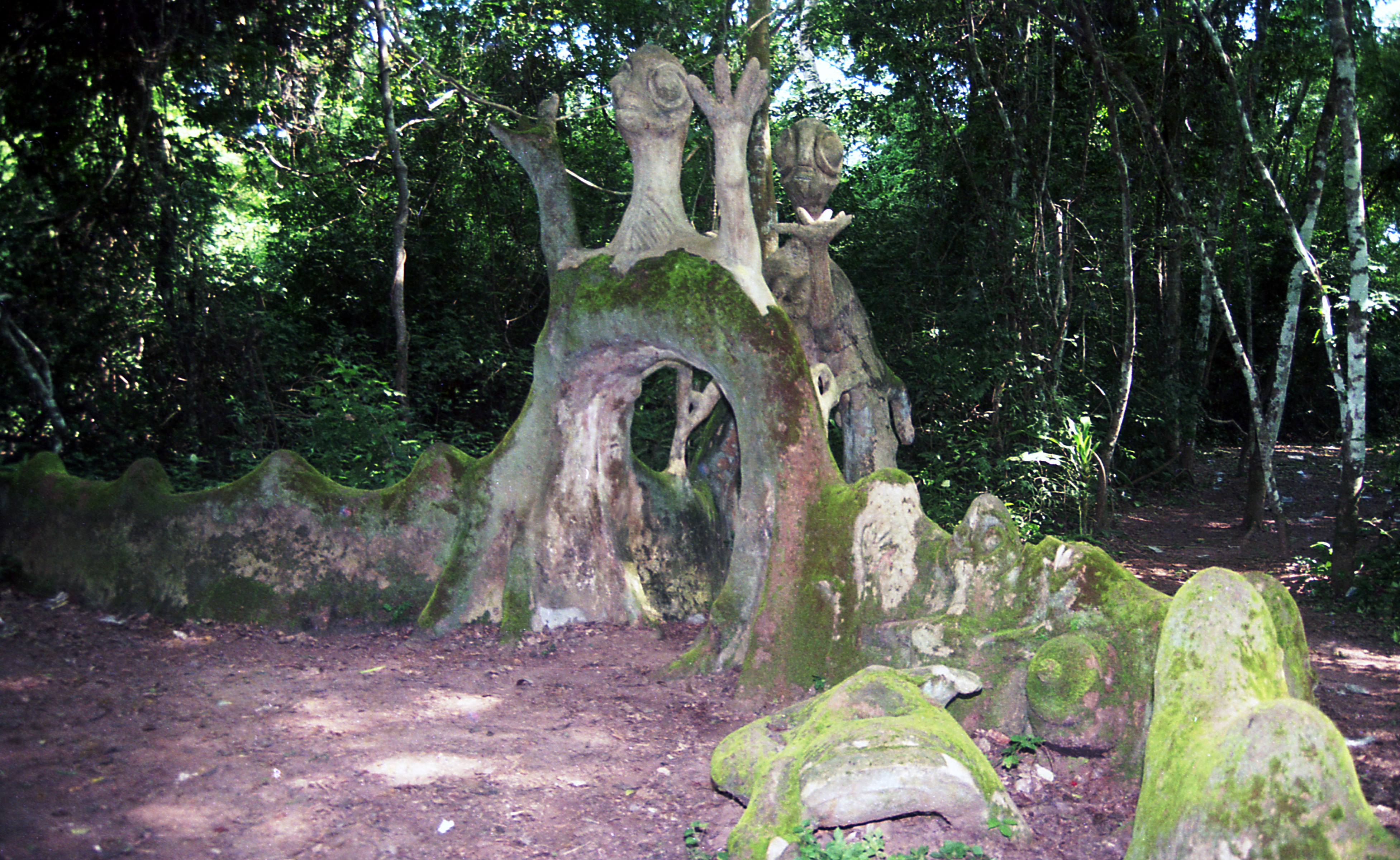
Toegang tot het pelgrimsoord van Oshun in een heilig bos, Nigeria

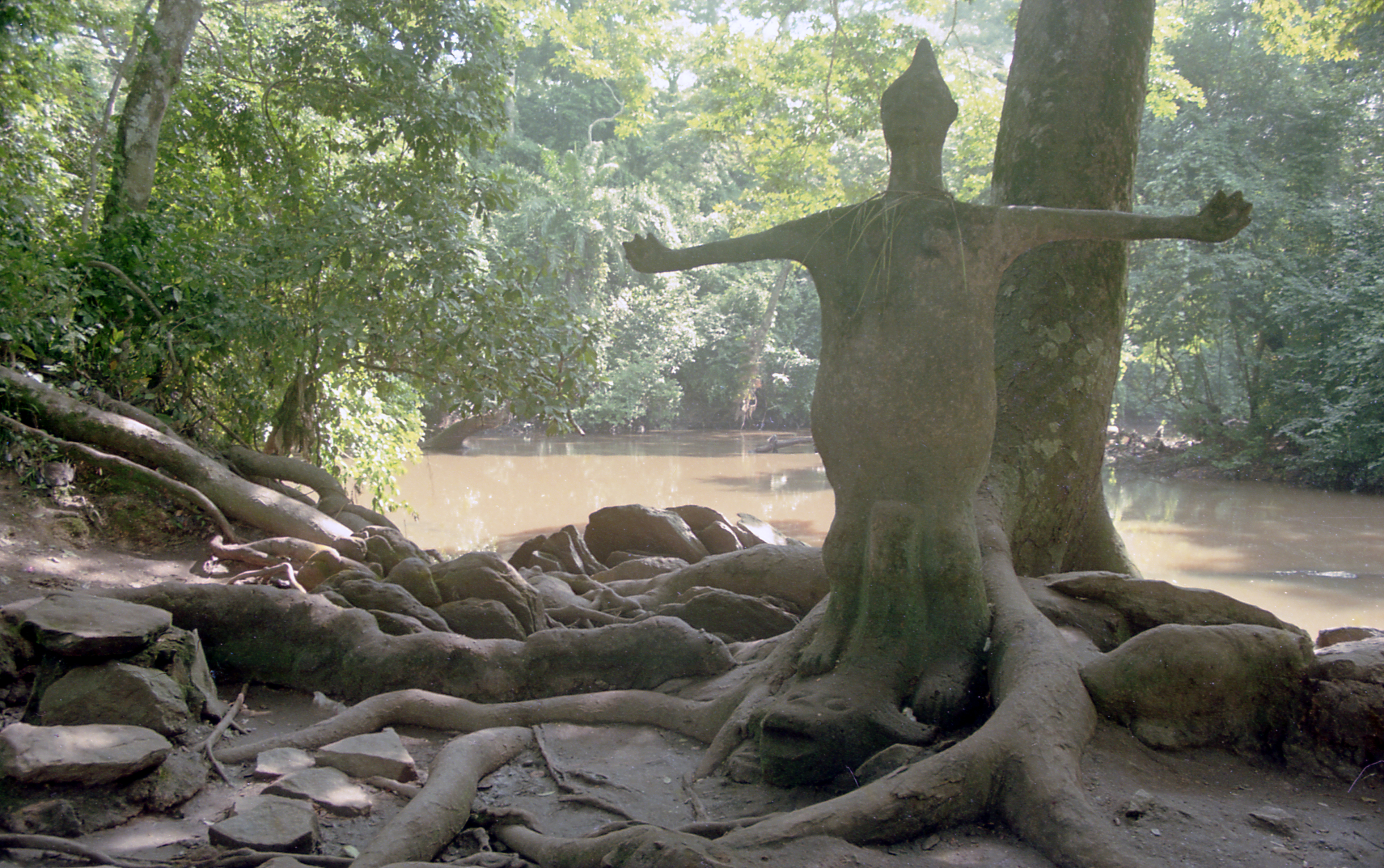
Een Oshun-godheid (Oshun-Osogbo, Nigeria)

### Bos en bomen als plaats en drager van het spirituele of niet-tastbare
Het geloof dat bomen evenals andere niet-menselijke levensvormen bezield zijn - Animisme - is zo oud als de mensheid, wereldwijd verspreid, aangevochten door de (vroeg)moderne wetenschap, maar recentelijk in toenemende mate onderwerp van postmoderne debatten over mens en natuur. In deze visie kunnen bomen van zichzelf bezield zijn en daarmee een ‘persoonlijkheid’ bezitten – zie de volgende sectie - ofwel de behuizing vormen van een of meer niet-tastbare wezens (voorouders, geesten, deva’s e.d.). De grens hiertussen is onscherp. Via de boom kan men contact houden met deze wezens. Bomen worden dan ook met respect, eerbied en soms vrees benaderd. Voor het kappen van een boom wordt bijvoorbeeld vooraf vergiffenis of toestemming gevraagd aan de boomziel. Beierse houthakkers deden dit nog tot in de 20e eeuw. Cultussen rondom boomgeesten zijn wereldwijd gedocumenteerd en vertonen grote variatie. Beroemd is bijvoorbeeld het heilige Osun-Oshogbo-bos in Nigeria met al zijn heiligdommen, woonplaats van de vruchtbaarheidsgodin Osun, pelgrimsoord en identiteitssymbool van de Yoruba onder wie heilige bossen voorheen wijdverbreid waren. De Yoruba hebben Osun-Oshogbo als laatste overblijfsel hiervan sinds de zestiger jaren ontwikkeld tot een hernieuwd pelgrimsoord. Het is in 2005 opgenomen in de Werelderfgoedlijst van UNESCO.
In West-Europa wordt wel een ontwikkeling gezien van ‘bezielde boom’ naar ‘boom als verblijfplaats van’ de geest, waarna de boomgeest door de tijd heen meer de trekken van een boom- of bosgod kreeg, los van de boom. Wereldwijd is men voorzichtiger met dergelijke vooruitgangstheorieën.
Verering van boomgoden kon overgaan van de ene religie op de andere. Zo wijdden de Germanen eikenbomen (Quercus robur of Quercus petraea) aan hun oppergod Wodan en de dondergod Donar. In de linde (Tilia vulgaris) werd de Germaanse moedergodin Freya vereerd. Ook de Kelten richtten veel boomheiligdommen op, bijvoorbeeld bij een eik voor hun oppergod Dragda. De taxus (Gallisch: eburos) was de beschermboom van het Keltische volk de Eburonen in Frankrijk. Met de komst van het christendom in de vroege middeleeuwen werd het vereren van heilige bomen als afgoderij gezien en werden veel heidense bomen omgehakt. Andere bomen ontsprongen de dans en werden ‘omgevormd’ tot christelijke heilige bomen. Vooral in het Zuiden van Nederland werden vanaf de late Middeleeuwen veel van deze bomen (vaak linden) verbonden aan de verering van Maria, door een beeldje of een kapelletje bij de boom (bv. in Meerveldhoven, Gemert, Asten). Dit verwijst naar de voormalige verering van de Germaanse godin Freya. Ook zijn er solitaire oude bomen bekend - vaak relicten van oude vegetatie - die als heilige bomen worden gezien, omgeven met legenden. In de 19e-eeuwse Romantiek hechtten kunstenaars soms een dergelijke betekenis aan bepaalde oude bomen, zoals de 400-600 jaar oude zgn. Wodanseiken in Wolfheze.

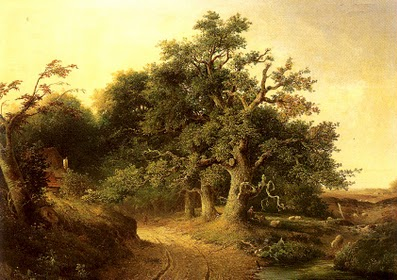
Wodanseiken nabij Wolfheze, door J.J. Cremer (1849)

### Bomen als goddelijke persoonlijkheid zelf
Verering van bomen als godheid of het goddelijke in bomen komt overal ter wereld voor. Dit hangt vaak samen met een antropomorfisch wereldbeeld, waarin aan bomen (en dieren en andere natuur) persoonlijkheid wordt toegekend. Deze visie is oeroud, maar komt ook terug in recente stromingen als Diepe ecologie en het werk van Peter Wohlleben, die op natuurwetenschappelijke gronden aan bomen affectieve en sociale eigenschappen toekent. In het boeddhisme, hindoeïsme en de meeste andere niet-westerse religies zijn bomen en andere natuurfenomenen altijd al als ‘wezens met gevoel’ (‘sentient beings’) beschouwd.

#### Goddelijke bomen in India
In India vindt boomverering al ononderbroken vanaf de Indusbeschaving (ca. 3300-1800 vC) tot op heden plaats. Op kleitabletten uit Harappa zijn duidelijk pipal (Ficus religiosa) en symbolen van boomverering te onderscheiden. Veel heilige bomen in India worden nog steeds voorzien van gezichtsmaskers en/of bekleding om hen als ‘persoon’ te identificeren.

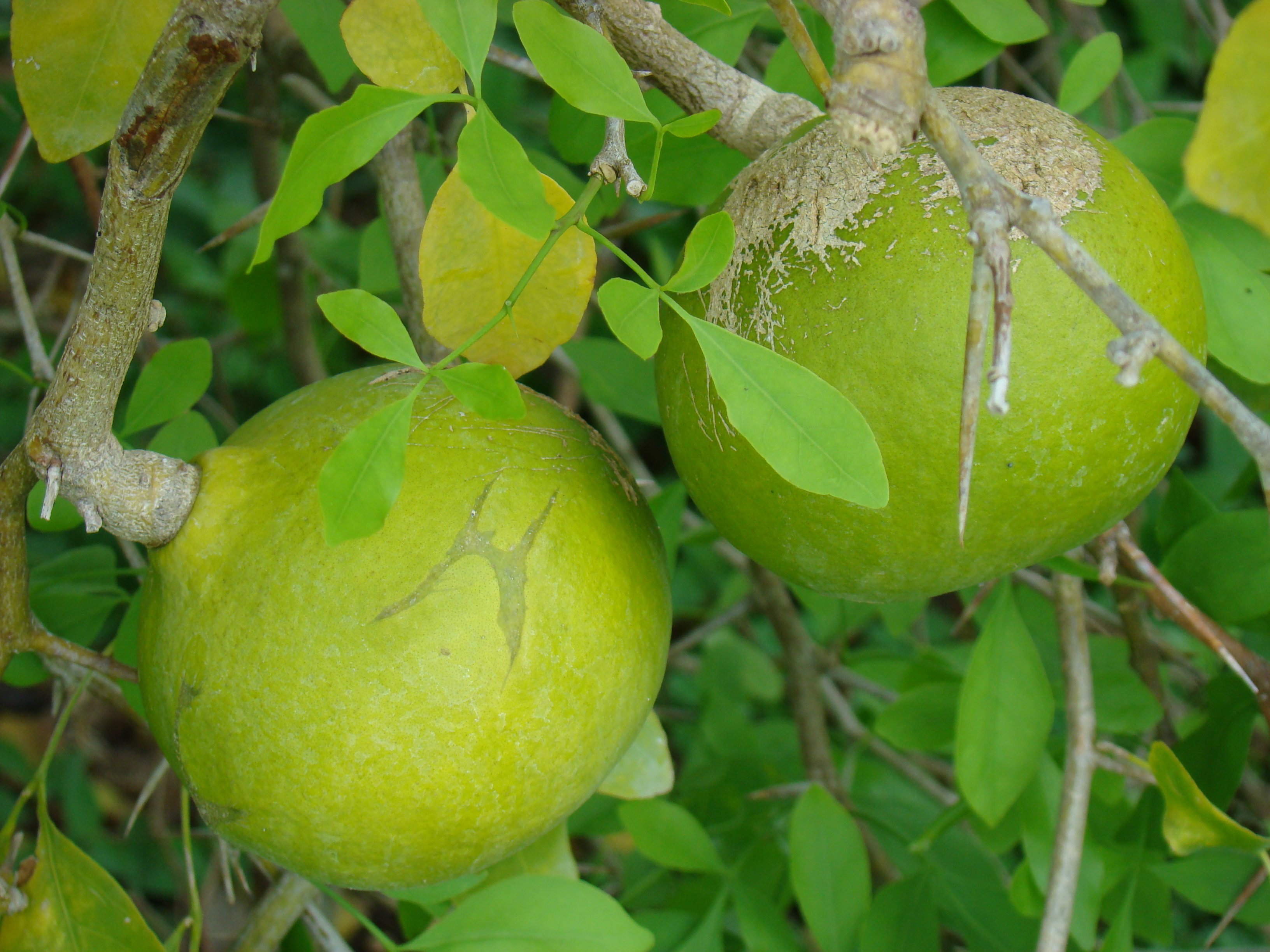
‘Bel’, vrucht van de ‘bel tree’ (Aegle marmelos), waarmee Newari-meisjes in Nepal traditioneel in de echt werden verbonden

#### Bomen als bruidegom en bruid
In India en Nepal worden bomen vaak om religieuze redenen naast elkaar geplant als ‘bruid en bruidegom’, soms begeleid met huwelijksrituelen. Het betreft dan vooral de soorten neem (Azadirachta indica), pipal (Ficus religiosa) en Ficus benghalensis. Ook kent men hier het huwelijk tussen een mens en een boom. Onder de Newari (of Newah) in Nepal worden meisjes ritueel in de echt verbonden met de ‘bel’, de vrucht van de ‘bel tree’ (Aegle marmelos). Dit vrijwaart hen van het weduwschap, ook als de menselijke echtgenoot overlijdt.

## Bos en bomen als plaats of actor van handeling

### Bos en bomen als plaats en inspirator van samenkomst of rechtspraak
Het gebruik om in nederzettingen bomen te planten, dateert al vanaf de oudste beschavingen. Vaak plantten de bewoners een boom in het centrum van de plaats. Via deze boom kon men contact houden met de voorouders, geesten en goden. Deze boom diende ook als middelpunt van het dorpsleven en als plek van samenkomst voor de gemeenschap: voor vergaderingen, kennisoverdracht, handel en rechtspraak; soms ook voor begrafenissen. In de Sahel is deze boom vaak een baobab (Adansonia spp.), een markante boom die volgens de overlevering door de schepper per ongeluk met de wortels naar boven is geplant. De baobab staat voor wijsheid, liefde en ruimte, kan zeer groot en oud worden en heeft veel gebruiksmogelijkheden. Daardoor speelt hij een grote rol in het dagelijkse leven van de mensen. Ook onder de Germaanse eiken kwam men samen en werd recht gesproken. Het geritsel van wind in de bladeren zou de stem van Donar (Thor) zijn, die aanklagers het recht influisteren. De samenkomst kan ook in het geheim zijn, bijvoorbeeld bij geliefden of criminelen.

### Bos en bomen als markering van herinnering, dood, verzoening en geboorte
Bomen leven langer dan mensen. Van oudsher spelen bomen daarom een rol in de menselijke herinnering. Dit kan de herinnering zijn aan een (religieuze) leider, bijvoorbeeld de bovengenoemde Bodhi-boom; of aan een overledene, bijvoorbeeld op of bij het graf.

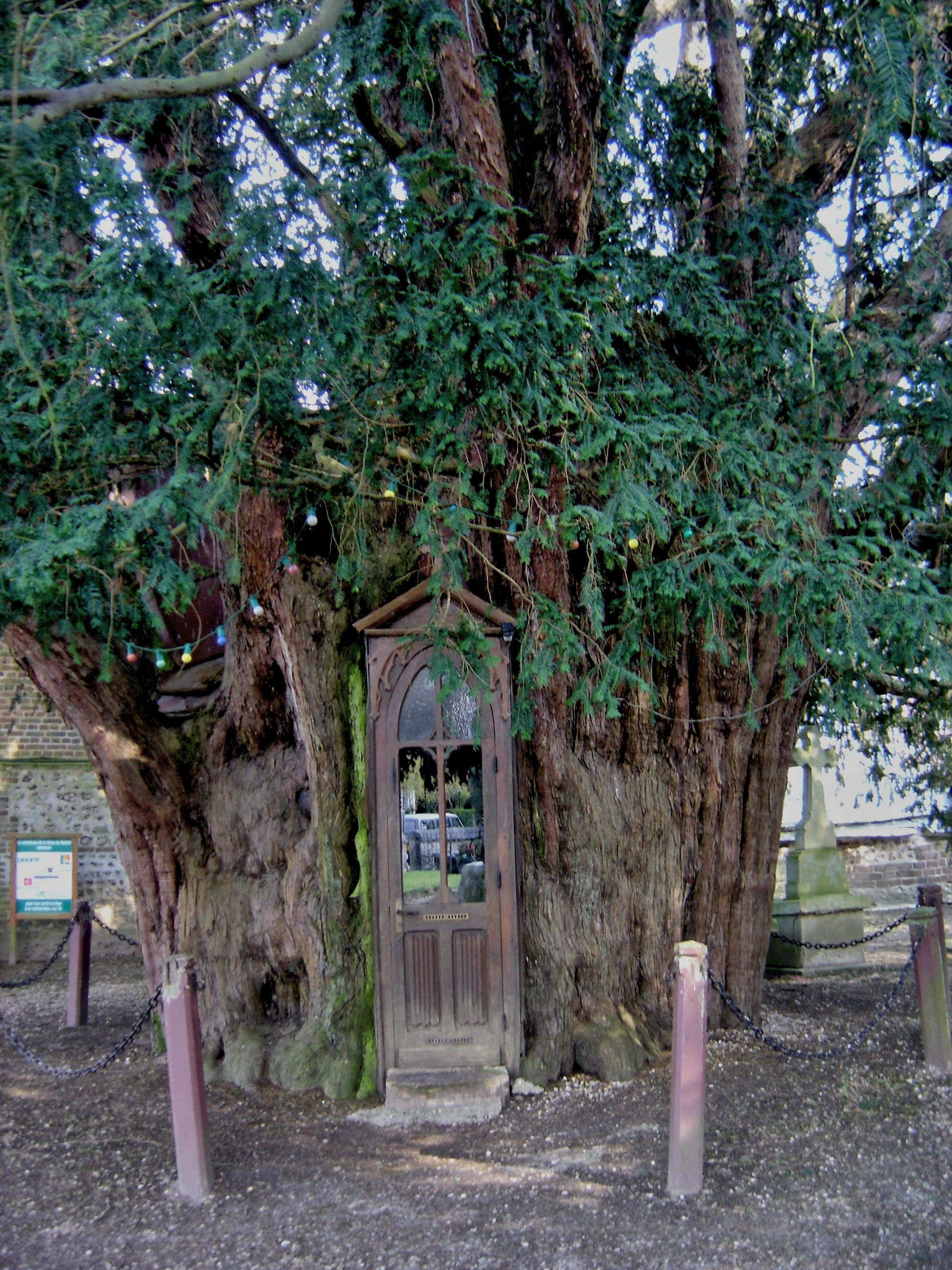
Sint-Annakapelletje in taxusboom (16 m omtrek) op kerkhof van La-Haye-De-Routot, Normandië

#### Bij dood en rampen
Bomen worden van oudsher geassocieerd met dood en onsterfelijkheid. Zo stond de Taxus (Taxus baccata) bij de Kelten en Germanen in verband met de dood (maar ook met leven), en bij de Grieken met de onderwereld. Deze staat ook nu nog op veel begraafplaatsen in West-Europa. De bomen op het kerkhof van La Haye-de-Routot in Normandië zijn enorm. In een van de bomen is een kapelletje. In voorchristelijk Europa, Noord-Amerika en Australië geloofde men dat bomen de ziel van de overledene naar een boom zou doen terugkeren. Daarom begroef men hen vaak in de stam of tussen de takken van bomen. Naast de herinnering zoekt men ook vaak troost en verzoening bij bomen en het planten ervan. Voorbeelden:
- Wihelminabos Flevoland: van 1999 tot 2016 konden mensen hier bomen planten ter nagedachtenis aan dierbaren die aan kanker waren overleden. Het bos biedt rust en troost en draagt zo bij aan de verwerking van het verdriet.[48]
- De ‘boom die alles zag’: een grauwe abeel (Populus canescens) die de Bijlmerramp op 4 oktober 1992 overleefde en sindsdien als centrum van de herdenkingsplaats Het groeiend monument dient.[49]
- September 11 Memorial in New York: een bos van 416 ‘swamp white oaks’ (Quercus bicolor)[50] rondom de lege plekken van de Twin Towers ter nagedachtenis aan de aanslag van september 2001.[51]
- Herinneringsbos van Nationaal Monument MH17 met 298 bomen ter nagedachtenis van de even zovele inzittenden van Vlucht MH17 die op 17 juli 2014 in Oost-Oekraïne werd neergeschoten.[52] De eerste bomen zijn op 18 maart 2017 geplant.

#### Bij geboorten, huwelijk, jubilea etc.
Het is in veel culturen gebruikelijk om een boom te planten bij de geboorte van een kind. In sommige gevallen wordt de placenta onder de boom begraven, bij voorkeur een linde. Geboortebossen zijn vanaf 1990 door heel Nederland aangeplant onder leiding van Staatsbosbeheer en de Stichting Boomfeestdag. Ook nationale gebeurtenissen worden vaak met een herdenkingsboom opgeluisterd.

#### In de religieus-culturele jaarcyclus
Boomsymboliek speelt een belangrijke rol in de jaarcyclus van religieuze en andere gebeurtenissen. De steeds terugkerende jaarcyclus van bomen laat zien dat elke fase haar tijd heeft: groei, bloei en vruchtzetting in de lente en zomer en opladen, doorstaan en voorbereiden in de herfst en winter. In West-Europa is deze cyclus vooral christelijk geïnspireerd (bv. Palmpasen) met daarin voorchristelijke elementen als de Meiboom-rituelen verwerkt. Het Japanse kersenbloesem (Sakura)-festival (Hanami) is een ander voorbeeld. Hier is het ontluiken van de lente verbonden met de schoonheid en kortstondigheid van het leven.

### Bos en bomen als bron van levensenergie

#### Psychologische benaderingen
Bomen kunnen op verschillende manieren bijdragen aan het psychische welzijn van mensen. Bomen hebben op ons gevoel een rustgevend en onthaastend effect. Doordat bomen altijd op dezelfde plaats staan, komen bomen betrouwbaar en standvastig over. Het jaarritme heeft een rustgevende, onthaastende invloed op onze leefwijze. Sommer (2003) onderscheidt vier typen psychologische theorieën om deze invloed te verklaren, waaronder de biophilia-hypothese, Jungiaanse dieptepsychologie, fenomenologische benaderingen, en ecopsychologie. Allen gaan uit van in de mens verankerde (genetische, archetypische of andere) patronen die hem in staat stellen of stimuleren zich te verbinden met bomen.

#### Vitaal-energetische benaderingen
Een groeiend aantal schrijvers betoogt dat er overal op de wereld specifieke bijzondere krachten aan bomen en de aarde worden toegeschreven. Op basis van oudere geomantische theorieën (o.a. feng shui in China) stellen zij dat er door de aarde energetisch geladen lijnen lopen (‘kracht- of leylijnen’) die andere levensvormen beïnvloeden, positief of negatief. Deze lijnen kunnen met een wichelroede of pendel worden waargenomen. Ook de levensvormen zelf bezitten een dergelijke energie, aangeduid als ‘levensenergie’, ‘vitale energie’, subtiele energie’, ‘prana’ (India), ‘qi’ of ‘ch’i' (China), ‘ki’ (Japan) of ‘mana’ (Hawaï). Bomen op bepaalde plaatsen langs deze lijnen, vaak kruispunten, wisselen daar energie uit met de aarde: ze ‘resoneren’ met elkaar. Mensen op hun beurt krijgen via deze bomen toegang tot de ‘aarde-energie’. Ze ondergaan vaak de specifieke ‘sfeer’ van een boom of een plek als weldadig en rustgevend. Bomen werden daarom vroeger vaak in stand gehouden, omgeven door mythen en folklore, en vereerd met een grote variatie aan rituele praktijken.

### Bos en bomen als bron van (genezende) kracht
Verschillende natuurgeneeswijzen en holistische therapieën werken met bovengenoemde ‘krachten’ van bomen, vaak in combinatie met fysieke geneesmiddelen van boomproducten (schors, bladeren, bloesem, etc.). Een wijdverspreide opvatting in dit verband is dat ziekte voortkomt uit geremde of geblokkeerde levensenergie. Dit principe is in vele varianten gangbaar in oosterse geneeswijzen, en komt ook terug in de hedendaagse natuurgeneeswijzen en de Christelijke gebedsgenezing. Contact met bomen helpt mensen in deze visie om verstoorde verhoudingen te herstellen en hun levensenergie weer te versterken en te laten stromen. Daardoor leveren bomen een bijdrage aan het fysieke en geestelijke welzijn van mensen.

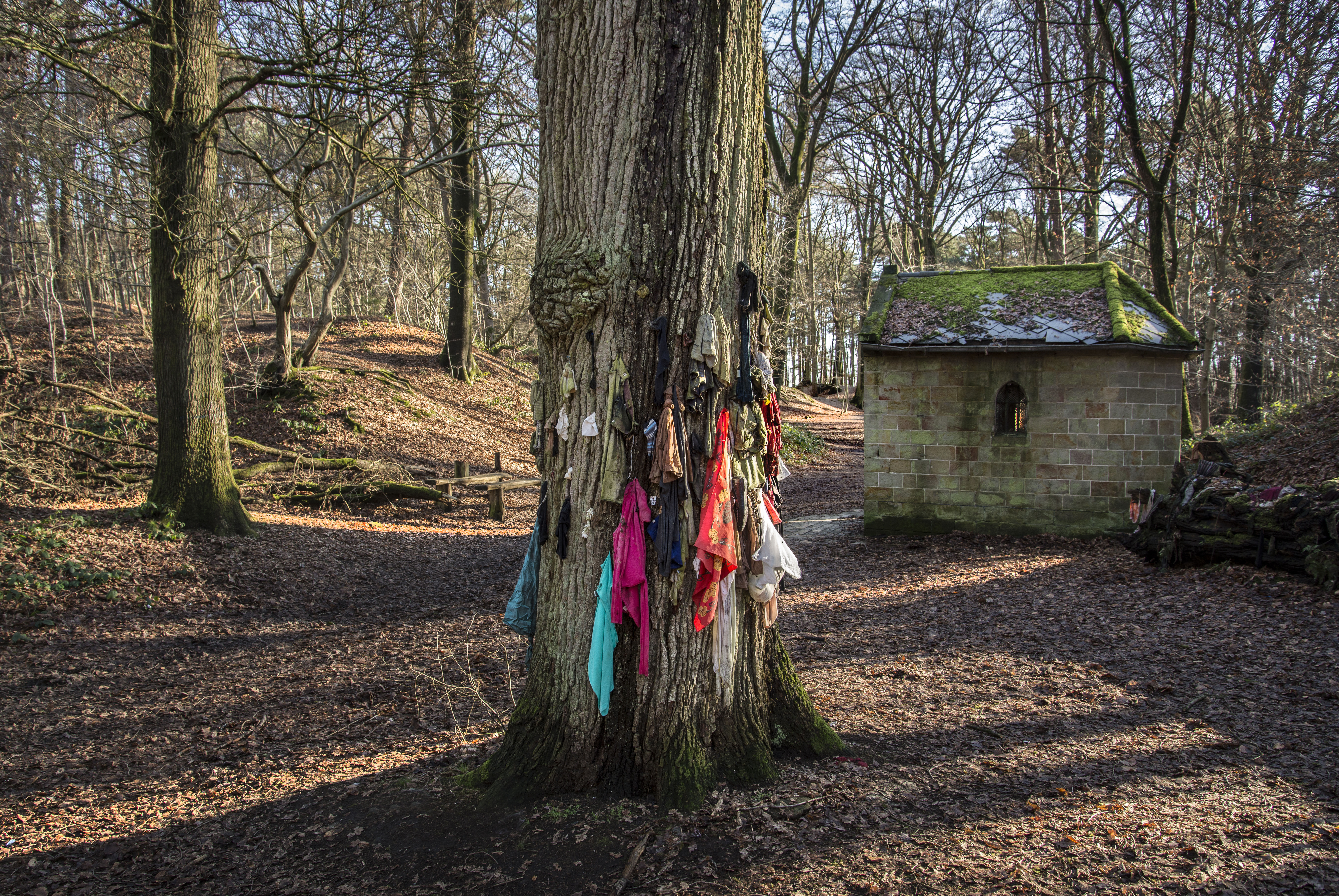
Lapjes- of spijkerboom bij Chapelle de Notre-Dame au Puits, Stambruges, België

#### Lapjes- of koortsbomen, spijkerbomen
Een ander voorbeeld van genezing door bomen is de lapjes- of koortsboom. Volgens de volksgeneeskunde straalden bepaalde bomen geneeskracht uit, of konden ze de kwaal van een zieke overnemen. Een veelgebruikt middel was het hangen van relikwieën, (verband)lapjes in de boom. De Koortsboom (of Lapjesboom) in Overasselt is een bekend voorbeeld. Een variant hierop zijn de spijkerbomen of breukenbomen, waaraan door het slaan van een spijker in de boom genezing voor bijvoorbeeld botbreuken werd afgeroepen. Deze staan onder andere nog in Drenthe. In 2010 zijn hier nog nieuwe spijkers ingeslagen.

#### Middel tot verbintenis en bron van vruchtbaarheid
Volgens de oude Indiase Vrikshayurveda dienen koningen boomrijke priëlen en parken aan te leggen voor de samenkomst van geliefden. Ook in Nederland zijn verschillende voorbeelden bekend waarbij stelletjes proberen hun verbintenis met elkaar te beïnvloeden door middel van bomen. In het knopenlaantje in Vorden leggen geliefden knopen in takken, die later vergroeien. In Eutin (Sleeswijk-Holstein) staat de ‘Bruidegomseik’, waarvan de boomholte wordt gebruikt voor liefdescorrespondentie. Bomen kunnen zelfs een gids zijn bij levenspartnerkeuze. Veel boomsoorten en/of hun vruchten staan symbool voor vruchtbaarheid. De linde werd gezien als de boom van de (vrouwelijke) liefde, met als mannelijke tegenhanger de beuk.  ‘Kindertjesbomen’ waren ook vaak linden. Wie een kinderwens had, hing een poppetje in de boom.

#### Orakelbos of -boom
Sommige bomen werden in oude culturen gebruikt als orakels. Bekend is het oud-Griekse Orakel van Dodona met aan Zeus gewijde eiken die hun profetieën in het bladergeritsel uiten. Skythische sjamanen gebruikten de bast van de lindeboom bij voorspellingsriten.  De Kelten kenden de boomkalender, waarin bomen aan astrologische principes worden gekoppeld. Hiermee kan het iemands karakter voorspellen. Op deze en andere manieren fungeren bomen in veel spirituele tradities als doorgevers van wijsheid.

### Bos en bomen ter bescherming of afschrikking

#### Beschermer en inspirator van ‘heilige’ plaatsen
Er zijn talloze voorbeelden van bomen en bossen die geacht worden heilige plaatsen te beschermen, vaak in combinatie met andere functies (zie boven). Een lindeboom werd vroeger bij veel boerderijen geplant als hoeder en beschermer van bewoners en huis. Ook de walnoot (Juglans regia) en de vlier (Sambucus nigra) vervulden die functie, waarbij mee kan spelen dat hun geur insecten weghoudt.
Al in de Indiase oudheid trokken wijzen zich terug in het bos voor zuivering en mystieke verlichting. De hieruit ontstane geschriften (Aranyaka’s, ‘boeken van het woud’) zijn een belangrijk onderdeel van de basisliteratuur in het hindoeïsme. Aan het bos rondom verblijfplaatsen van heiligen of hun graven, en heiligdommen of tempels worden vaak bijzondere eigenschappen toegekend. Dergelijke tempelbossen zijn wereldwijd verspreid. De bomen bij kapelletjes en kruisbeelden in West-Europa kan men ook hiertoe rekenen. Bossen rondom kloosters en tempels zijn onder andere gedocumenteerd in China, India, Ethiopië, Guatemala (Tikal) en Japan. Omdat dergelijke bomen en bossen in het algemeen vaker intact worden gelaten dan elders, herbergen ze vaak een rijkere biodiversiteit. De rol en betekenis van heilige bossen voor natuurbehoud is onderwerp van debat.

#### Bron van angst
Bomen en bossen kunnen ook angst oproepen. Dit is soms de keerzijde van hun beschermende rol: ongewenste indringers worden afgeschrikt. Bomen kunnen demonen herbergen die de mens kwaad berokkenen. Zo herbergt de heilige pipal-boom (Ficus religiosa) in India ook boze geesten als Shani, die ’s nachts actief worden en die men door rituelen moet bezweren. In de Filipijnen kan een bezoek aan een bergbos volgens lokale bewoners leiden tot waanzinnigheid. Verering en vrees voor bos en bomen gaan vaak samen. Dit hangt volgens sommige auteurs samen met de oerangst voor het donkere (o.a. beschreven in De Goddelijke Komedie van Dante), het ongerepte en het onvoorspelbare, en de dreiging die uitgaat van rovers en roofdieren die in het bos schuilhouden. Een breed scala van rituele praktijken wordt toegepast om deze oerangst het hoofd te bieden en een goede verhouding met boom, bos en geesten te bewerkstellingen.

## Bos en bomen als leverancier van materiaal voor spirituele praktijken
Het gebruik van bomen en delen van bomen (hout, takken, schors, bladeren, vruchten, sap, hars) is van oudsher gepaard gegaan met spirituele waarden en praktijken. In de hierboven genoemde natuurgeneespraktijken worden vaak bos- en andere natuurproducten toegepast als medicijnen, amuletten of voor andere rituele doeleinden. Dranken van boomproducten werden overal ter wereld sacramenteel gebruikt voor het bereiken van een hogere staat van bewustzijn, al dan niet in combinatie met geneespraktijken. Al dit gebruik vereist doorgaans grote ecologische, biologische en rituele kennis. Ook de toenemende wetenschappelijke kennis van de ecologische functies van bos, zoals luchtzuivering en CO2-vastlegging, draagt volgens sommigen bij tot vernieuwde waardering binnen moderne spiritueel-religieuze bewegingen.

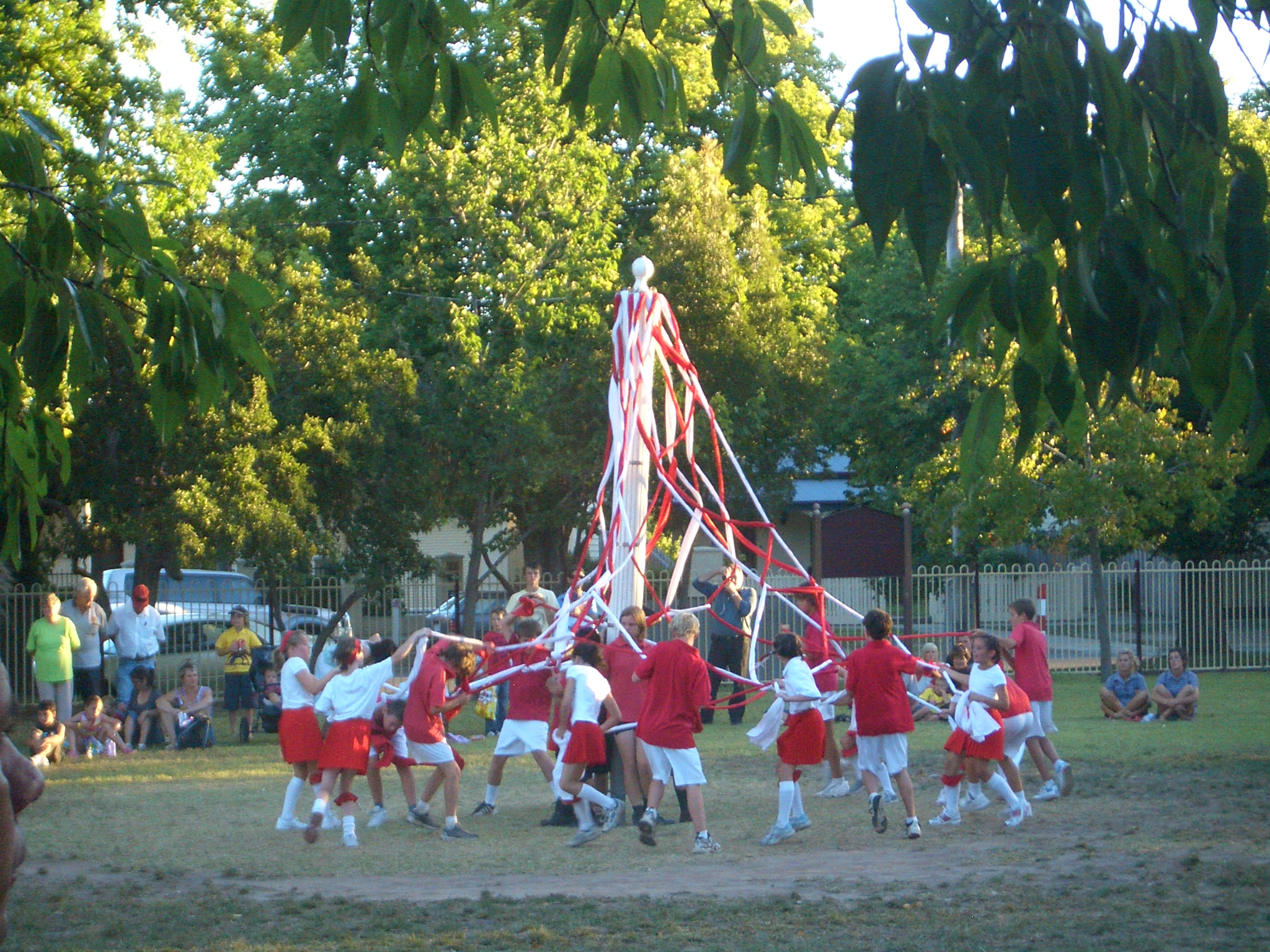
Dans rond de meiboom door schoolkinderen in Engeland

### Boompalen
Wijd verbreid is het jaarlijks oprichten van een ‘heilige boompaal’ als symbolische vernieuwing van de wereld-as, en verzekering van stabiliteit in de wereld. In het Vedische India was dit de yupa, de offerpaal afkomstig van een speciaal geselecteerde boom als middelpunt van jaarrituelen. In West-Europa had de meiboom dezelfde functie. Het komt ook terug in de centrale (boom)zuil in een paleis of tempel, en in de staf van religieuze leiders en pelgrims. Palen worden ook vaak opgericht en bewerkt met (clan)symbolen voor religieuze doeleinden. Voorbeelden: de Noord-Amerikaanse totempaal, de boompaalculturen van de antieke Oudheid, en die van Polynesië en Australië.

### Hout
Hout, vaak afkomstig van heilige bomen of bossen, wordt van oudsher aangewend voor het vervaardigen en gebruiken van rituele voorwerpen als beelden of amuletten. Christelijke heiligenbeelden werden vaak van lindenhout (‘heilige hout’ of lignum sanctum) of taxushout gemaakt.

### Takken, bladeren, schors, hars en andere niet-houtproducten
Aan takken en twijgen werden soms magische krachten toegekend. Van de hazelaar (Corylus avellana) werden wichelroeden gemaakt. Van de wintergroene buxusboompjes (Buxus sempervirens) worden in Nederland al sinds de Middeleeuwen palmpasen-takjes gesnoeid. Ook namen pelgrims takken en schors van heilige bomen mee als relikwie. Dit versnelde de teloorgang van de eeuwenoude lindeboom in Uden in 1710, waarin een Mariabeeldje vereerd werd. Hars, bladeren en schors worden ook gebruikt om wierook van te maken. De katholieke kerk gebruikt vooral wierook uit Ethiopië, gemaakt van de hars van Boswellia-soorten. De wierook in Aziatische religieuze praktijken wordt van sandelhout en vele andere ingrediënten gemaakt. In sommige New Age-spiritualiteiten worden maanvieringen opgeluisterd met takken en bladeren van corresponderende boomsoorten.